# روهر (تورینگن)
روهر (به آلمانی: Rohr) یک شهر در آلمان است که در اشمالکالدن-ماینینگن واقع شده‌است. روهر ۱٬۰۲۸ نفر جمعیت دارد.